# Chasmodia divisa
Chasmodia divisa är en skalbaggsart som beskrevs av Ohaus 1914. Chasmodia divisa ingår i släktet Chasmodia och familjen Rutelidae. Inga underarter finns listade i Catalogue of Life.